# Южаніна Ніна Петрівна
Ні́на Петрі́вна Южа́ніна (нар. 11 січня 1965, смт Згурівка) — український політик, народний депутат України 8-го скликання, голова Комітету Верховної Ради України з питань податкової та митної політики. Заслужений економіст України.

## Життєпис
Народилася 11 січня 1965 року. Здобула вищу освіту в Технологічному університеті Поділля за спеціальністю «бухгалтерський облік, контроль і аналіз господарської діяльності».
З 1983 по 2003 роки на підприємствах обіймала посади бухгалтера, економіста, головного бухгалтера; працювала в Міністерстві фінансів, у податкових органах, які знаходились у складі Міністерства фінансів, очолювала управління аудиту; деякий час працювала у державній податковій міліції.
У 2003 році отримала сертифікат аудитора, виданий Аудиторською палатою України.
У 2003 році заснувала компанію «Європейська аудиторська група», якою керувала до обрання в парламент.
27 жовтня 2014 року на позачергових виборах до парламенту обрана народним депутатом України від партії «Блок Петра Порошенка» (№ 28 у виборчому списку).
13 травня 2015 року обрана на посаду голови Комітету Верховної Ради України з питань податкової та митної політики.
У Верховній Раді 9-го скликання входить до складу фракції «Європейська Солідарність» та є членом Комітету Верховної Ради з питань фінансів, податкової та митної політики.
13 червня 2025 до родини її сина прийшли з обшуками з ДБР.
22 липня 2025 проголосувала за законопроєкт №12414, який ліквідує незалежність НАБУ і САП.

## Законотворча діяльність
Ніна Южаніна є автором та співавтором 198 законодавчих ініціатив, з яких 58 стали законами. Зокрема, це ряд законопроєктів, якими вносяться зміни до Податкового кодексу України (щодо звільнення від оподаткування продукції оборонного призначення; щодо покращення інвестиційного клімату в Україні в частині змін в адмініструванні податків; щодо спрощення ліцензійних процедур у сфері зовнішньоекономічної діяльності; щодо стимулювання розвитку ринку вживаних транспортних засобів; щодо оподаткування розміщення побутових відходів і т. ін.).
У червні 2018 р. Южаніна ініціювала прийнятий в листопаді того ж року законопроєкт № 8487 стосовно зниження ставок акцизного податку при ввезенні авто, зміни процедури їх розмитнення і посилення контролю за переміщенням і використанням транспортних засобів, зареєстрованих в інших державах. Окремі положення закону викликали невдоволення частини водіїв, які використовували вживані імпортні автомобілі, що стало однією з причин протестів, які організував рух «Авто Євро Сила».

## Особисте життя
Проживає у місті Києві, одружена з Володимиром Южаніним, має сина Євгена та онука.